# Star Trek – Sötétségben
A Star Trek – Sötétségben vagy Sötétségben – Star Trek (eredeti cím: Star Trek Into Darkness) 2013-ban bemutatott amerikai sci-fi-akciófilm. A Star Trek franchise tizenkettedik nagyjátékfilmje, a 2009-es Star Trek folytatása. J. J. Abrams rendezte, a forgatókönyvet Roberto Orci, Alex Kurtzman és Damon Lindelof írta Gene Roddenberry azonos című televíziós sorozata alapján. A film producere Lindelof, Orci, Kurtzman és Abrams mellett Bryan Burk, míg főszereplői Chris Pine, Zachary Quinto, Karl Urban, Zoë Saldana, Anton Yelchin, Simon Pegg, John Cho és Bruce Greenwood az előző filmbeli szerepeikben, míg Benedict Cumberbatch, Peter Weller és Alice Eve újonnan csatlakoztak a szereplőgárdához.
A Star Trek bemutatója után Abrams, Burk, Lindelof, Kurtzman és Orci aláírtak a következő filmre. Cumberbatch, Weller és Eve szereplését 2011-ben jelentették be. A forgatás 2012 januárjában kezdődött, és teljes egészében Kaliforniában zajlott. A film vizuális effektusaival az Industrial Light & Magicet bízták meg.
A filmet az utómunkálatok során konvertálták 3D-be. 
Bemutatója a sydney-i Event Cinemasban volt 2013. április 23-án, majd május 9-én bemutatták Ausztráliában, Új-Zélandon, Nagy-Britanniában, Európa némely más országában és Peruban. A magyar bemutató május 16-án, míg az IMAX- és 4DX-változatokéi május 9-én volt. A film észak-amerikai bemutatója május 16-án, míg az IMAX-változaté egy nappal korábban volt.

## Cselekmény
|  | Alább a cselekmény részletei következnek! |

Az USS Enterprise-t a Nibiru bolygóra küldik, hogy megfigyeljenek egy űrutazás előtti civilizációt. Kirk és Spock megpróbálják megmenteni a lakosokat egy közelgő vulkánkitöréstől, amely mindannyiukat megölhetné. Amikor Spock élete veszélybe kerül, James T. Kirk kapitány megszegi az Elsődleges irányelvet, és a helyiek meglátják a Spock megmentésére igyekvő Enterprise-t. Távoztuk után a lakosság istenként kezdi tisztelni a csillaghajót. Miután visszahívják őket a Földre, Kirköt elsőtisztté fokozzák le, míg Christopher Pike admirális visszaveszi az Enterprise parancsnokságát. Londonban John Harrison, a Csillagflotta ügynöke felrobbantja a titkos 31-es szekció épületét. San Franciscóban, a Csillagflotta főhadiszállásán Pike és elsőtisztje vészhelyzeti ülésre gyűlnek össze a többi magas rangú tiszttel. Harrison egy vadászgéppel a megbeszélőkre támad, és megöli Pike-ot. Kirk megsemmisíti a gépet, de Harrison elmenekül.
Minthogy Pike halott, Alexander Marcus admirális felhatalmazza Kirköt, hogy vadászatot indítson Harrison ellen, aki a klingonok anyabolygójára, a Kronosra transzportálta magát. Mivel a Kronos a klingon területek mélyén van, és a Föderáció és a Klingon Birodalom a háború szélén állnak, az Enterprise-t felfegyverzik 72 nagy hatótávolságú fotontorpedó-prototípussal. Azt az utasítást kapják, hogy lőjék őket Harrisonra, amint megtalálják. Montgomery „Scotty” Scott – mivel veszélyesnek tartja azokat a hajóra nézve – nem engedi fel a fegyvereket és felmond, így Pavel Chekovot léptetik elő főgépésszé. Marcus admirális lánya, a tudós Carol Marcus meghamisított személyazonossággal csatlakozik a legénységhez.
A klingonok otthonához közeledve az Enterprise térhajtóműmagja meghibásodik. Amíg javítják, Kirk, Spock és Uhura egy korábban elkobzott kereskedőhajóval mennek a Kronosra. Miután klingon járőrök észreveszik őket, kénytelenek leszállni. Bár Uhura tárgyalást próbál kezdeményezni velük, a klingonok a hármas ellen fordulnak. Harrison megtisztítja a klingonoktól a terepet, de megadja magát Kirkéknek, miután megtudja a rá irányított torpedók számát.
Harrison – mikor már visszatértek az Enterprise-ra – felfedi valós kilétét: ő Khan Noonien Singh, egy genetikailag módosított emberfeletti ember, aki háromszáz évig hibernációban aludt társaival, miután elbukott az emberfelettiek világuralmáért folytatott háborújuk. Azt tanácsolja Kirknek, hogy vizsgálja meg a 72 prototípust, valamint egy bizonyos helyet, amelynek megadja koordinátáit. Kirk a torpedók vizsgálatával az orvos(!) Leonard McCoyt bízza meg, míg a koordinátákat a Földön maradt Scotty ellenőrzi. A torpedókban Khan társait, a többi génmódosított, hibernált embert találják. Khan elmondja, hogy Marcus admirális ébresztette fel, hogy felsőbbrendű intellektusával és agresszivitásával segítsen olyan fejlett fegyvereket kifejleszteni, amelyekkel szembeszállhatnak a klingonokkal. Az együttműködést szavatolva, Khan társait túszként tartotta. Kirk rájön, hogy az Enterprise térhajtóműmagját Marcus admirális utasítására tették tönkre, hogy a küldetés során elpusztuljanak.
Scotty megérkezik a megadott koordinátákra, ahol egy titkos Csillagflotta-dokkot talál, ahova be is megy. Az Enterprise hajtóműmagját megjavítják, de a hajó szembekerül egy regisztrálatlan, a Föld felől érkező föderációs csatahajóval, a USS Vengeance-szel, amely mellett az Enterprise eltörpül. A Vengeance parancsnoka, Marcus admirális követeli Khan átadását Kirktől. Kirk visszautasítja, és a Föld felé indul, hogy bíróság elé állíttassa Khant.
A Vengeance üldözőbe veszi az Enterprise-t és rátámad a Föld mellett. A támadástól a hajó súlyosan megsérül. Kirk felajánlja Khan és a 72 hibernált átadását legénysége életéért cserébe. Marcus elutasítja, míg lányát saját hajójára sugározza, és parancsot ad az Enterprise megsemmisítésére, ám a Vengeance energiaellátása megszűnik Scottynak köszönhetően, aki a titkos dokkban szállt a hajóra. Minthogy az Enterprise már nincs olyan állapotban, hogy harcolni tudjon, tudva, hogy Khan tervezte a Vengeance-t, Kirk szövetkezik vele, és átszállnak a másik hajóra, ahol Scotty is csatlakozik hozzájuk, majd elfoglalják a hidat. Eközben Spock felveszi a kapcsolatot idősebb önmagával, akitől megtudja Khan történetét, és legyőzésének módját. Khan elárulja Kirköt, átveszi a Vengeance irányítását, és megöli Marcus admirálist. Khan egyezkedik Spockkal, aminek eredményeképp Kirköt és társait az Enterprise-ra, míg a 72 torpedót a Vengeance-re sugározzák.
Khan az Enterprise elpusztítását tervezi, ám Spock felfedi, hogy az átsugárzott torpedók élesek, míg a hibernált emberek az Enterprise-on maradtak. A torpedók felrobbannak és harcképtelenné teszik a Vengeance-t, míg Khan, aki azt hiszi, odaveszett 72 társa, feldühödik. Mindkét hajó a Föld felé kezd zuhanni. Kirk bemegy a sugárzó mag zónájába és az élete árán helyreállítja a térhajtóműmagot, így az Enterprise újra irányíthatóvá válik, míg a Vengeance San Franciscóra zuhan. Khan túléli a földet érést és megpróbál meglépni a felfordulásban, de Spock követi. McCoy rájön, hogy Khan vére újra életre keltheti Kirköt, így Uhura megakadályozza Spockot Khan megölésében – helyette újra fogságba ejtik.
Kirk újraéled, és ismét az Enterprise kapitánya lesz. Khant újra hibernálják. A film végén a helyreállított Enterprise az ötéves felfedezőútjára indul, melyről a Star Trek: The Original Series szól.
|  | Itt a vége a cselekmény részletezésének! |

## Szereplők
| Szerep | Színész              | Magyar hang     |
| --- | -------------------- | --------------- |
| James T. Kirk parancsnok / kapitány, az Enterprise csillaghajó parancsnoka, korábban elsőtisztje.                                                  | Chris Pine           | Zámbori Soma    |
| Spock elsőtiszt, parancsnok és tudományos tiszt.                                                                                                   | Zachary Quinto       | Széles Tamás    |
| John Harrison parancsnok, akiről később kiderül, hogy Khan, egy genetikailag felerősített ember, aki az elmúlt háromszáz évet hibernálva töltötte. | Benedict Cumberbatch | Anger Zsolt     |
| Dr. Leonard „Bones” McCoy alparancsnok, tiszti főorvos.                                                                                            | Karl Urban           | Crespo Rodrigo  |
| Hikaru Sulu hadnagy, pilóta. | John Cho             | Pálmai Szabolcs |
| Nyota Uhura hadnagy, kommunikációs tiszt. | Zoë Saldana          | Pikali Gerda    |
| Dr. Carol Marcus/ Carol Wallace tudományos tiszt.                                                                                                  | Alice Eve            | Peller Anna     |
| Pavel Chekov zászlós, navigátor. | Anton Yelchin        | Gacsal Ádám     |
| Montgomery „Scotty” Scott, másodtiszt és főgépész.                                                                                                 | Simon Pegg           | Görög László    |
| Christopher Pike admirális (ellentengernagy). | Bruce Greenwood      | Kőszegi Ákos    |
| Alexander Marcus a Csillagflotta admirálisa, Dr. Carol Marcus apja.                                                                                | Peter Weller         | Jakab Csaba     |
| Thomas Harewood, a Csillagflotta munkatársa, aki a 31-es szekcióban dolgozik.                                                                      | Noel Clarke          | Maday Gábor     |
| Klingon | Sean Blakemore       | Csak klingonul  |
| Idős Spock | Leonard Nimoy        | Szélyes Imre    |

Joseph Gatt, Nazneen Contractor, Anjini Taneja Azhar, Nolan North, Sean Blakemore és Heather Langenkamp kisebb szerepeket játszanak a filmben.

## Hasonlóságok A Khan bosszúja film kapcsán
Tagadhatatlan, hogy J.J. Abrams az egyik legsikeresebb Star Trek film, A Khan bosszúja (1982) rebootját szerette volna a Sötétségben című filmjével megvalósítani. Erre utal számtalan jelenet, illetve maga Khan Noonien Singh karaktere is, jóllehet, jelentős eltérésekkel. Íme pár legfontosabb közülük:
- Khan és Kirk kapitány egyáltalán nem ismerte egymást, így első találkozásuk a Kronos-on volt. Az 1982-es eredeti filmben a TOS-széria egyik részében e két személy már találkozott és megütközött. Khan-t ezt követően a Ceti Alpha V. bolygóra száműzték csatlósaival. Ebben a filmben azonban szinte a semmiből bukkan fel
- Khan embereit nem ébresztették fel a hibernációjukból, így ő magányos, bosszúszomjas antagonistaként küzd a Föderáció ellen. Mind a TOS-ban, mind A Khan bosszújában a gonosztevő teljes legénysége vele volt végig
- A Miranda osztályú Reliant csillaghajó helyett a filmben a Vengeance hadihajót láthatjuk (amit Marcus admirális vezet)
- A klingonok ebben filmben szerepeltek, mi több: majdnem háború robbant ki köztük és a Föderáció között. A Khan haragjában nem voltak földönkívüliek
- Khan csak a film végefelé támad az Enterprise-ra, az 1982-es filmben már az elején menekülésképtelenné teszi Kirk hajóját
- Kirk magánéleti szálai (szeretője és eltitkolt fia) egyáltalán nem szerepel a filmben. Mi több: Carol Marcus ebben a filmben a rettegett admirális, Alexander lányát alakítja, és bár tudományos tisztként álcázza magát, mégsem az a végzettsége. Közte és Jim között egyáltalán nem is volt meg a "kémia".
- A végső csata helyszíne nem a Mutara nebula, hanem a Föld és annak körzete
- Az Enterprise-t végveszélyben Kirk menti meg élete feláldozásával a megsemmisüléstől. A Khan bosszújában Spock teszi megy ugyanezt a reaktor helyreállításával. Viszont a Kirk-öt éppen Khan vére menti meg a haláltól a film végén. Spock ráadásul ismét enged érzelmeinek és őrült dühhel próbál végezni a gonosztevővel.
- Khan a film végén visszakerül emberei közé hibernációba. Az 1982-es filmben megsemmisültek a Reliant fedélzetén a Genezis-torpedó felrobbanásakor.
- Khan a Földön is járt több ízben is, azonban a korábbi filmben és a sorozatban soha nem jutott el a Kék bolygóra
- Khan karaktere a film alatt lényegében ellentmondásos: tetteit a Föderációs tisztek összeesküvéseivel igazolja (ami valahol jogos, mert Marcus admirális mindenáron háborúzni akart a klingonokkal), magát áldozatként tűnteti fel, de embertelen cselekedeteivel mégsem lehet őt protagonistának minősíteni, hisz pusztán személyes bosszúvágya hajtja. Az 1982-es filmben is a bosszú motiválta Khan-t, de az kizárólag Kirk és az Enterprise ellen irányult, nem pedig az egész Föderáció ellen

Egyértelműen a Kelvin-idővonal féle alternatív idővonalat vitte tovább a rendező, számos utalással az eredeti idősíkra. Bár a kritikusok ezúttal is jól fogadták a filmet és a bevétel is igen kimagasló volt az "ősrajongó trekkerek" számára ez a produkció csak olaj volt a tűzre. Egyesek az 1982-es Khan bosszújának meggyalázását látták ebben a rebootban. Maga Abrams is úgy nyilatkozott, hogy számos ponton nem úgy valósult meg a film, ahogy azt eltervezte. A Mindenen túl éppen ezért már egy teljesen más, új történetszálat vett fel, mely semmi úton nem köthető az eredeti Star Trek sagához. 

## Fordítás
- Ez a szócikk részben vagy egészben  a   Star Trek Into Darkness című angol Wikipédia-szócikk fordításán alapul.  Az eredeti cikk szerkesztőit annak laptörténete sorolja fel. Ez a jelzés csupán a megfogalmazás eredetét és a szerzői jogokat jelzi, nem szolgál a cikkben szereplő információk forrásmegjelöléseként.

## További információ
- Hivatalos oldal
- Star Trek – Sötétségben a PORT.hu-n (magyarul)
- Star Trek – Sötétségben az Internetes Szinkronadatbázisban (magyarul)
- Star Trek – Sötétségben az Internet Movie Database-ben (angolul)
- Star Trek – Sötétségben a Rotten Tomatoeson (angolul)
- Star Trek – Sötétségben a Box Office Mojón (angolul)